# O. J. Simpson
Orenthal James «O. J.» Simpson (San Francisco, California, 9 de julio de 1947-Las Vegas, Nevada, 10 de abril de 2024) fue un jugador profesional de fútbol americano, actor,  y presentador de televisión estadounidense.
Simpson jugaba en la posición de running back. Jugó a nivel universitario en USC, donde fue galardonado con el Trofeo Heisman en 1968. Al año siguiente fue seleccionado en la primera posición global del draft de la NFL por los Buffalo Bills, en los que militó hasta 1977. Se retiró de la práctica del fútbol americano en 1979 tras disputar sus dos últimas temporadas con los San Francisco 49ers. A lo largo de su carrera fue una vez MVP de la NFL, cinco veces All-Pro y Pro Bowl, lideró la liga en yardas de carrera en cuatro ocasiones y en touchdowns de carrera en dos. Además, fue el primer jugador en superar las dos mil yardas terrestres en una temporada y el único en hacerlo en un calendario de catorce partidos. Por todo ello, Simpson está considerado como uno de los mejores corredores de la historia de la NFL. Fue introducido en el Salón de la Fama del Fútbol Americano Profesional en 1985 y es miembro de los equipos del 75 y 100 aniversario de la NFL.
En 1994 fue acusado de doble homicidio en juicio penal contra su exesposa Nicole Brown y Ronald Goldman (un camarero amigo de Nicole), cargos por los que finalmente fue absuelto en 1995, tras un largo juicio penal que acaparó la atención de los medios de comunicación a nivel internacional. En 1997 un tribunal civil declaró a Simpson responsable civil de las muertes y le obligó a pagar una indemnización de 33,5 millones de dólares.
En septiembre de 2007, Simpson fue arrestado en Las Vegas, Nevada, y acusado de numerosos delitos, entre ellos robo a mano armada, coacción y secuestro. En octubre de 2008, fue declarado culpable y condenado a treinta y tres años de prisión, con un mínimo de nueve años. Simpson cumplió su condena en el Centro Correccional Lovelock en Nevada.
El 20 de julio de 2017, se le concedió la libertad condicional tras cumplir el mínimo de su sentencia. Salió de la cárcel el 1 de octubre de ese mismo año.

## Biografía

### Primeros años
Simpson nació en San Francisco, hijo de Eunice Durden (23 de octubre de 1921-9 de noviembre de 2001), una administradora de hospital, y Jimmy Lee Simpson (29 de enero de 1920-9 de junio de 1976), chef y guardia bancario. Los abuelos maternos de Simpson eran de Luisiana. Su tía le dio el nombre de Orenthal, el cual supuestamente era el nombre de un actor francés que le gustaba. Sus padres se separaron en 1952. Simpson tiene un hermano, Melvin Leon «Truman» Simpson, y dos hermanas, Shirley Simpson-Baker y Carmelita Simpson-Durio. En su niñez, Simpson contrajo raquitismo y utilizó aparatos ortopédicos en las piernas hasta los cinco años de edad.
En la escuela Galileo High School en San Francisco, Simpson jugó para el equipo de fútbol americano de la escuela, los Galileo Lions. De 1965 a 1966, Simpson fue alumno del City College of San Francisco. Jugó tanto a la ofensiva (running back) como a la defensiva (defensive back) y fue nominado al equipo Junior College All-American team como corredor.

### Fútbol americano

#### Universidad del Sur de California

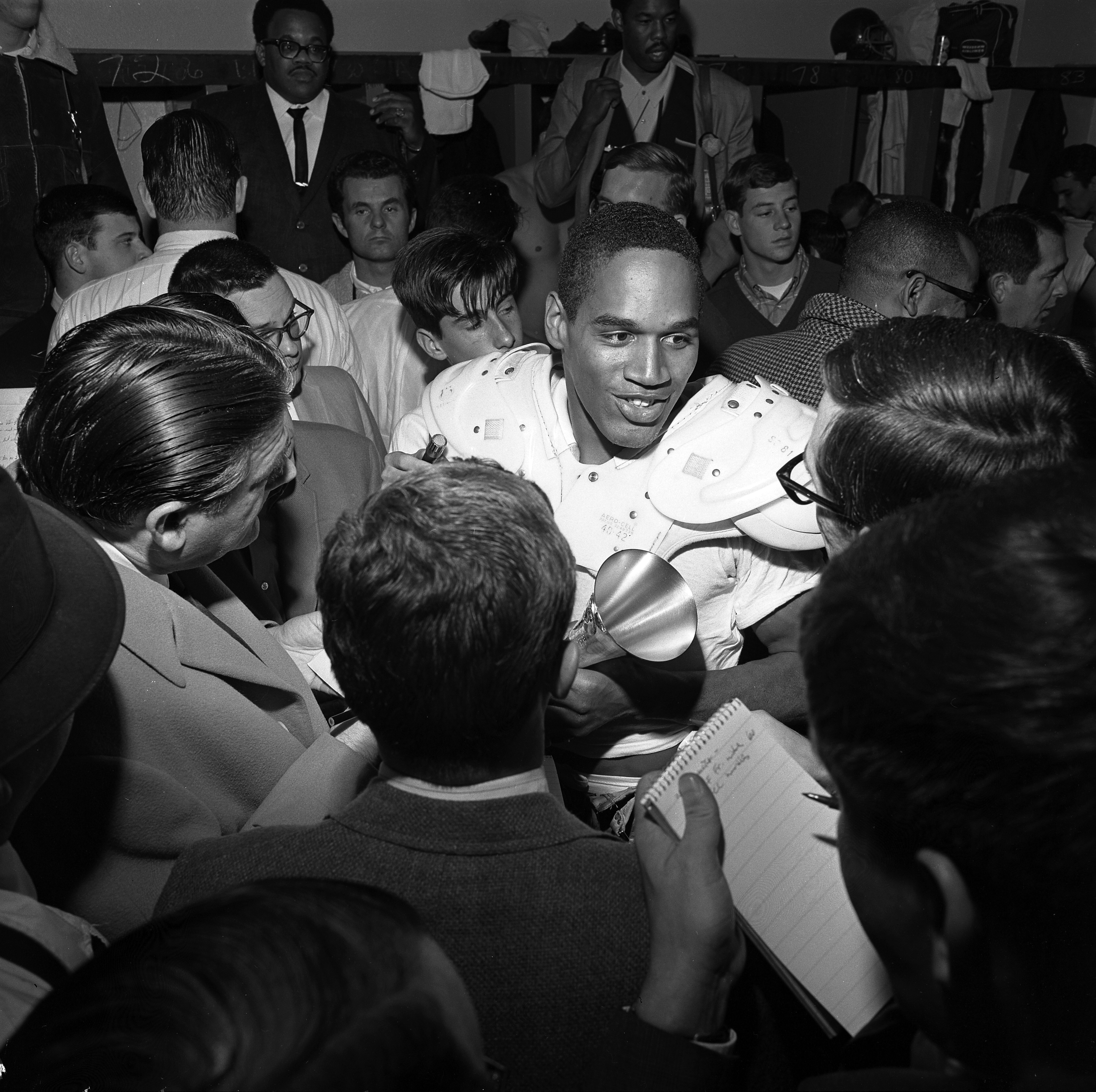
Simpson en 1967, como jugador de los Southern California Trojans, siendo entrevistado.

Simpson ganó una beca deportiva con los Southern California Trojans donde jugó como running back en 1967 y 1968. Simpson fue líder nacional (en Estados Unidos) en yardas por tierra en 1967 cuando acumuló 1451 yardas y anotó 11 touchdowns. Lo volvió a hacer en 1968 con 355 acarreos de balón para 1709 yardas.
En 1967, fue el jugador estelar en el partido entre los equipos colegiales de USC y UCLA, ya que un acarreo de Simpson para anotación de 64 yardas en el 4.º cuarto, empató el juego a 20 puntos, consiguiendo la victoria gracias al punto extra por 21 a 20. Fue la jugada más larga en todo ese juego que es recordado como uno de los más grandes partidos en la historia del fútbol americano colegial del Siglo XX. Simpson fue nominado al Trofeo Heisman pero no lo ganó, llevándoselo a casa Gary Beban, que jugó en ese mismo partido, pero con los colores de UCLA.
Otro dramático touchdown de Simpson en el mismo juego sirvió de inspiración para una pintura de Arnold Friberg: O. J. Simpson Breaks for Daylight. Tuvo también participación en el equipo de atletismo de USC, en el cuarteto de relevos de 4 × 100 metros que rompió el entonces récord mundial en los Campeonatos Masculinos de Pista y Campo de la NCAA en Provo, Utah en junio de 1967.
En 1968, corrió 1709 yardas y anotó 22 touchdowns, ganando el Trofeo Heisman, el Maxwell Award, y el Walter Camp Award ese mismo año. Aún se mantiene el récord del margen más grande de victoria para el ganador del Heisman, venciendo al segundo lugar por 1750 puntos. En el Tazón de las Rosas de 1969 donde el número 2 colegial a nivel nacional (USC) se enfrentó al número 1 colegial (Ohio State), Simpson corrió para conseguir 171 yardas por tierra, incluyendo un acarreo de 80 yardas (aunque también lanzó una costosa intercepción y tuvo un balón suelto) en la derrota por 16-27 en su último partido como colegial.

#### NFL
Hubo un partido de temporada regular apodado por Simpson el Tazón O. J., entre los Philadelphia Eagles y los Pittsburgh Steelers, porque se creyó que el equipo que perdiera podría conseguir a Simpson en el draft de 1969. Los Eagles ganaron ese partido por 12-0 (con 4 field goals de Sam Baker), pero sucedió que ninguno de los dos equipos logró conseguirlo en el draft.

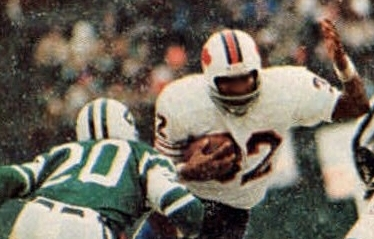
Simpson (en la derecha) en 1973 jugando para los Buffalo Bills

Simpson fue contratado por los Buffalo Bills (que en esa época eran miembros de la AFL), por lo cual consiguieron la primera selección del draft de 1969, al terminar con una marca de un juego ganado, uno empatado y doce perdidos en la temporada regular de 1968 en la AFL. Simpson no destacó en sus 3 primeras campañas como profesional, promediando solo 622 yardas por temporada.
Finalmente consiguió más de 1000 yardas en 1972, consiguiendo un total de 1251. En 1973, Simpson corrió para establecer en esa época un récord de 2003 yardas, convirtiéndose en el primer jugador en pasar la barrera de las 2000 yardas, anotando 12 touchdowns. Simpson ganó más de 1000 yardas por tierra en sus siguientes tres campañas.
La temporada de Simpson en 1977 para Búfalo fue cortada por una lesión. Antes de la temporada de 1978, los Bills lo canjearon a los San Francisco 49ers por una segunda selección de draft, donde jugó dos campañas sin llamar la atención.
Simpson consiguió 19 236 yardas terrestres, colocándolo entonces como el 2.º mejor corredor de todos los tiempos; ahora ocupa el 17.º lugar. Fue nombrado el jugador más valioso de la NFL en 1973, y jugó en seis Pro Bowls. Simpson llegó al Salón de la Fama en 1985, su primer año de elegibilidad.

### Actuación

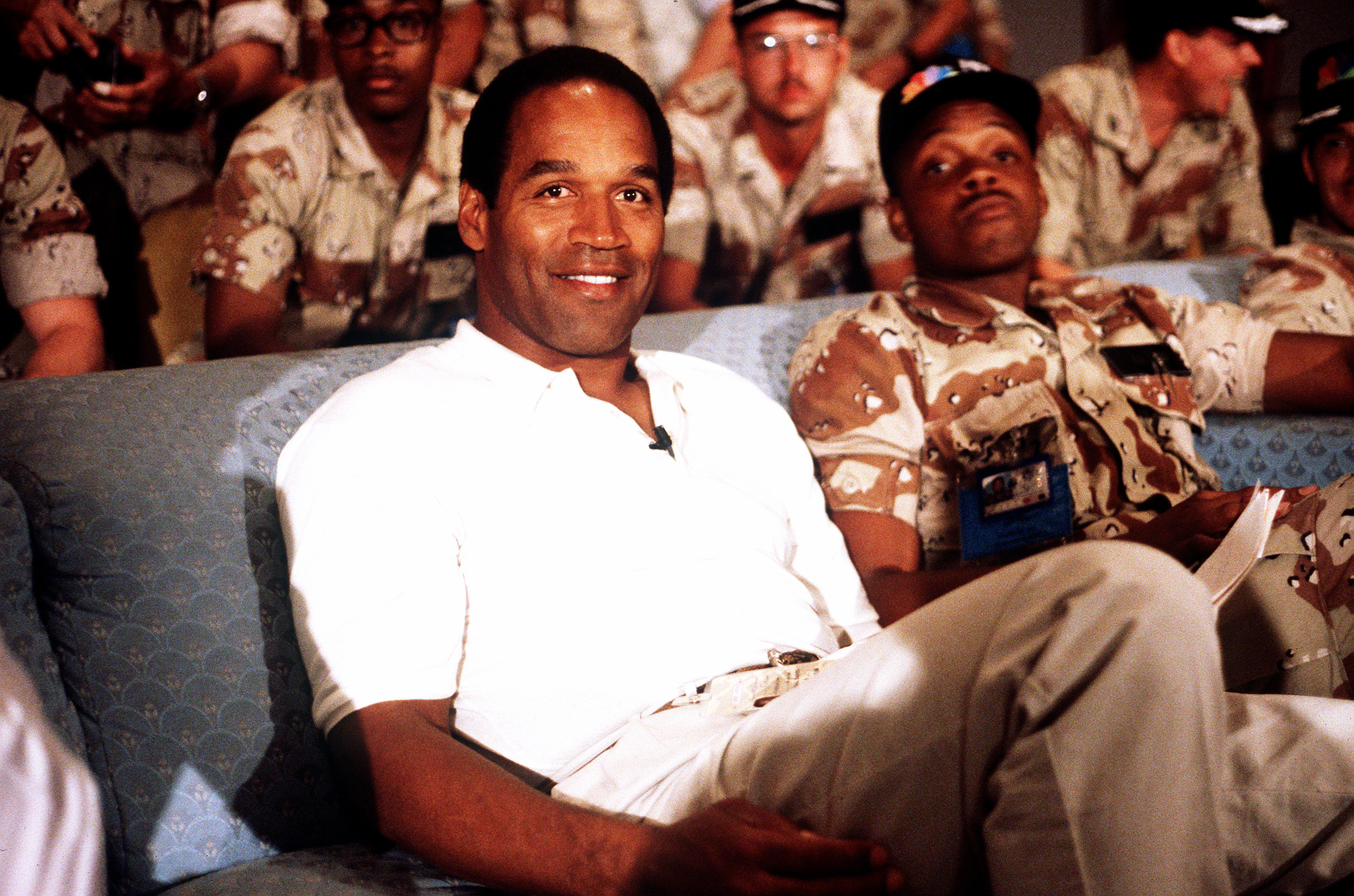
Simpson en 1990 en Arabia Saudita visitando a las tropas estadounidenses antes del comienzo de la guerra del Golfo.

Incluso antes de retirarse de la NFL, Simpson se embarcó en una exitosa carrera como actor con pequeñas partes como en la miniserie de televisión Raíces, y en las películas dramáticas El puente de Casandra, Capricornio Uno, The Klansman, The Towering Inferno, y las comedias Back to the Beach y la trilogía The Naked Gun. En 1979, fundó su propia compañía fílmica, Orenthal Productions.
También fue vocero de la compañía de alquiler de automóviles Hertz y de Pioneer Chicken (poseía dos franquicias, una de las cuales fue destruida durante los disturbios de Los Ángeles de 1992), así como Honeybaked Hams, la Corporation pX, una línea de bebidas de Napa Naturals, y apareció en anuncios comerciales para Dingo Cowboy Boots.
Aparte de su carrera como actor, Simpson tuvo breves apariciones como comentarista para Monday Night Football y The NFL on NBC. Fue anfitrión de un episodio de Saturday Night Live.

### Fallecimiento
En mayo de 2023, Simpson anunció que le habían diagnosticado cáncer y, en febrero de 2024, medios de comunicación como NBC Sports informaron que Simpson estaba en tratamiento por cáncer de próstata. Murió a causa de la enfermedad el 10 de abril de 2024, a la edad de 76 años. La noticia fue difundida por su familia el 11 de abril en su cuenta de X. Sus restos fueron incinerados en el Mortuario Palm al sudoeste de Las Vegas el 17 de abril.

## Vida personal
Se casó con Marguerite L. Whitley el 24 de junio de 1967, con la que tuvo tres hijos: Arnelle (4 de diciembre de 1968), Jason (21 de abril de 1970) y Aaren Lashone (24 de septiembre de 1977-1979). En 1979, Aaren se ahogó accidentalmente en la piscina familiar, poco antes del divorcio de la pareja.
El 2 de febrero de 1985 contrajo matrimonio con Nicole Brown (1985-1992), con la que tuvo 2 hijos: Sydney Brooke (17 de octubre de 1985) y Justin Ryan (6 de agosto de 1988). Se divorciaron en 1992.
O. J. Simpson es también padre de Jessebelle Susie Parket Jr., aunque se desconoce el nombre de la madre.

### Asesinato de su exesposa y juicio

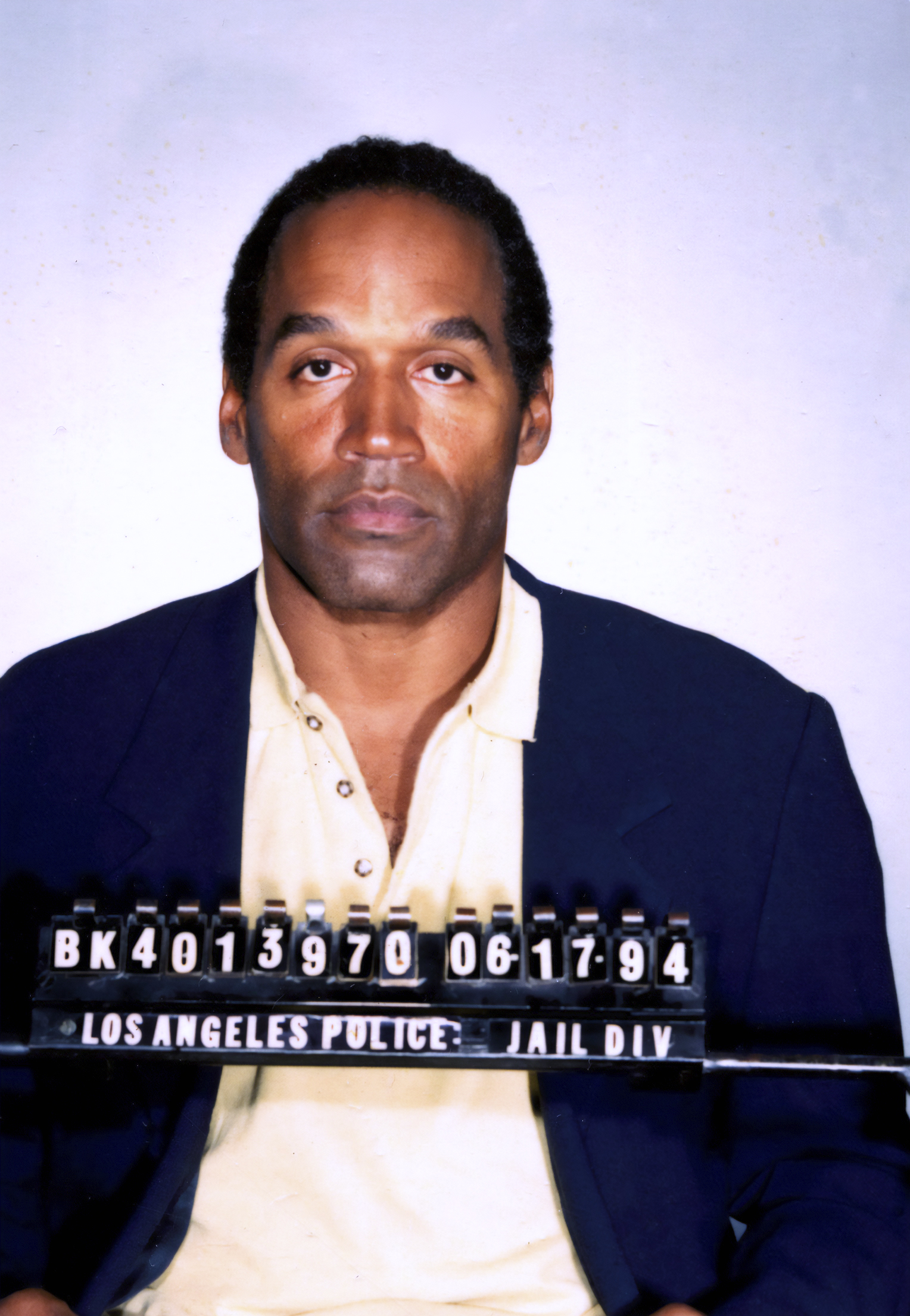
Foto policial de Simpson el 17 de junio de 1994

Simpson alegó el nolo contendere a un cargo por violencia doméstica y se divorció de Nicole, aunque siguió pagando la pensión a sus hijos. El 12 de junio de 1994, su exmujer Nicole Brown y su amigo Ronald Goldman fueron hallados muertos a puñaladas en el exterior del dúplex propiedad de la primera. Simpson fue pronto acusado del asesinato. Para su defensa, contrató a un equipo de destacados abogados, incluyendo entre otros a F. Lee Bailey, Robert Kardashian y Alan Dershowitz. Argumentaron que Simpson fue víctima de corrupción policial y a lo que llamaron «procedimientos internos poco rigurosos», los cuales contaminaron la evidencia de ADN. Después de una de las detenciones y el juicio más ampliamente publicitado por la prensa y la televisión en la historia estadounidense, el 3 de octubre de 1995 fue declarado no culpable de ambos asesinatos. El veredicto fue seguido en directo por televisión por más de la mitad de la población estadounidense, convirtiéndolo en uno de los eventos más vistos en la historia del país. Hubo muchas críticas sobre el procesamiento y la actuación policial, y muchos afirman que Simpson hubiese sido declarado culpable de no haber sido por los fallos e irregularidades durante el proceso.
El caso tuvo una alta repercusión en Estados Unidos y en los medios internacionales para ese año. Más tarde, en 1997, Simpson fue declarado culpable de las muertes por una corte civil.

### Proceso civil
En 1997 un jurado popular de Santa Mónica (California) declaró a Simpson responsable de la muerte de Ronald Goldman y de asalto contra Goldman y Nicole Brown. El abogado del demandante Freddy Goldman (padre de Ronald) era Daniel Petrocelli. Simpson fue obligado a pagar 33 500 000 dólares por daños. Sin embargo, la ley californiana impide que se enajenen las pensiones con el fin de satisfacer estos pagos judiciales, por lo que Simpson pudo seguir manteniendo su estilo de vida gracias a la pensión de la NFL. Un artículo de la revista Rolling Stone en 2000 afirmaba que Simpson aún tiene importantes ganancias provenientes de firmas de autógrafos. Para evitar tener que pagar, el exdeportista se mudó de California a Miami (Florida), donde en la mayoría de los casos la ley impide el embargo de la residencia de una persona para cobrar una deuda.
En 2008 fue acusado de conspiración criminal, secuestro, asalto y robo en un casino de Las Vegas y declarado culpable de todos los cargos, recibiendo una sentencia de 33 años en prisión.

### Juicio por custodia

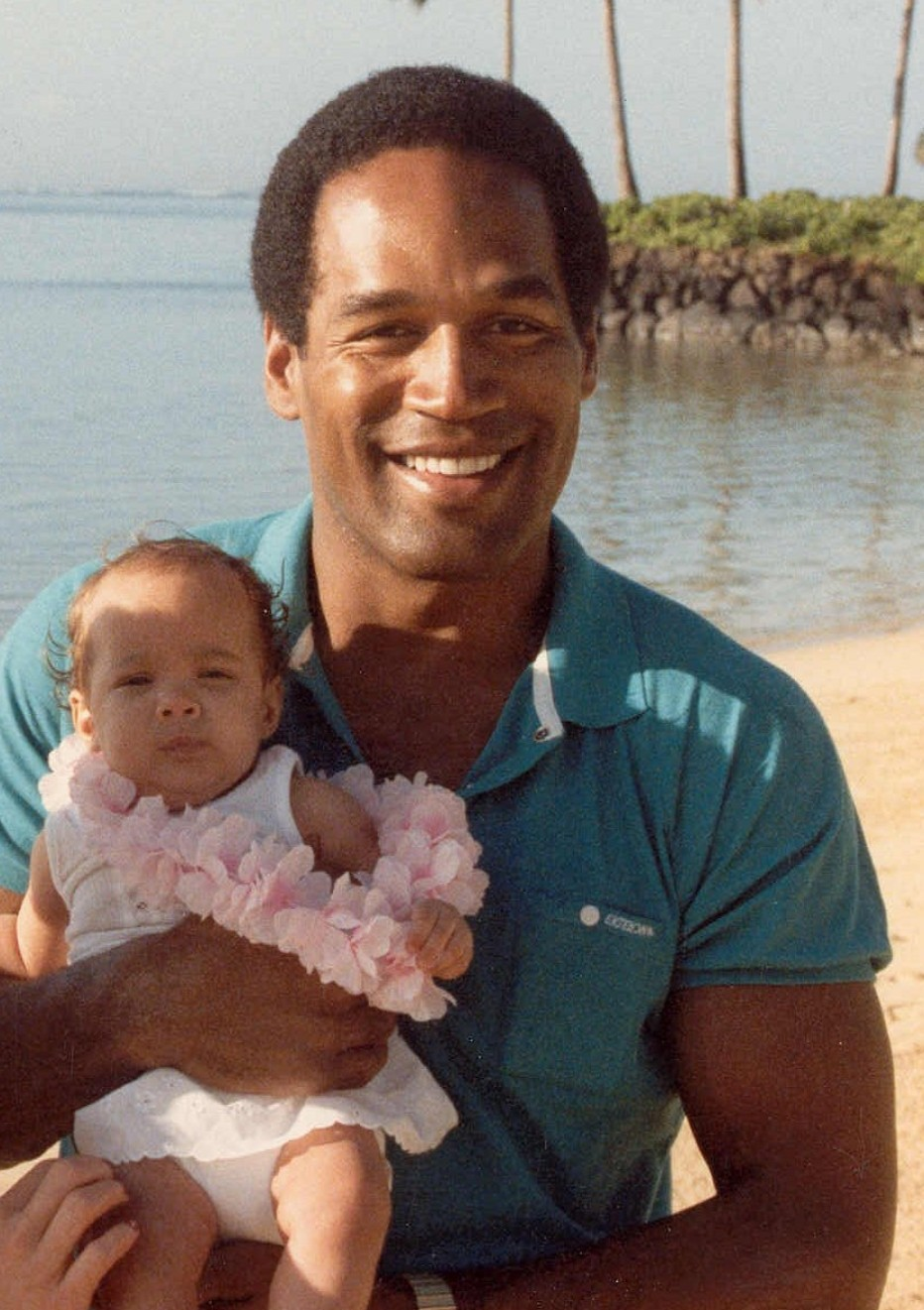
Simpson con su hija Sydney Brooke en 1986

Mientras se encontraba en la cárcel durante el juicio por asesinato, los padres de Nicole Brown, Louis y Juditha, tuvieron la custodia de los hijos menores de O. J., Sydney y Justin. Cuando Simpson fue absuelto, recuperó la custodia de los niños. A finales de 1998 ganó judicialmente la custodia de los menores, aunque la sentencia fue anulada cuando una corte de apelación determinó que es erróneo excluir evidencias de un juicio por asesinato. Aun así, volvió a ganar la custodia de sus hijos en 2000, tras ganar el segundo juicio.

### Después de los juicios
Incluso después de sus dos juicios, nunca se mantuvo lejos de las noticias, aunque muchas veces aparecía por casos que nada tenían que ver con él. En 1998, en una entrevista para la BBC One, Simpson simuló asesinar a la presentadora con un plátano mientras cantaba la banda sonora de la película Psicosis.
En 1996, poco después de sus juicios, visitó el Reino Unido. Dio una conferencia en la Oxford Union, una sociedad privada de debate en Oxford. Allí, se encontró con grupos de feministas. Las protestas no eran tanto por el asesinato de Nicole, sino por los malos tratos de que hizo objeto a su exmujer.
En 2001 fue juzgado por robo y asalto en Florida, en el que fue declarado inocente, siendo el veredicto retransmitido por televisión.
Fue propuesto para presentar un programa de telerrealidad al estilo de The Osbournes. También se le propuso como comentarista del juicio por asesinato contra el actor Robert Blake.
Durante 2003, Simpson grabó una comedia solo para pago por visión titulada Juiced. El programa, que consistía en grabaciones por cámara oculta, fue criticado cuando Simpson intentó vender el tristemente famoso White Ford Bronco (coche usado en la persecución de Simpson por el caso de la muerte de su exesposa), diciendo: «Fue bueno para mí. Me ayudó a escapar».
En junio de 2004, había planeado participar en una larga serie de apariciones en las noticias para rememorar el décimo aniversario de los asesinatos, aunque finalmente fue desplazado por la muerte y funeral del expresidente Ronald Reagan.
En noviembre de 2006, anunció que publicaría un libro en el que relataría cómo habría asesinado a su esposa Nicole Brown y a su amante, si hubiera sido culpable de sus muertes.

### Libertad condicional
El 20 de julio de 2017, se efectuó una audiencia en la ciudad de Nevada una sesión para solicitar la libertad condicional la cual le fue concedida el mismo día a las 2:56 p. m. (ET) frente a la mesa de deliberación de libertad condicional del estado de Nevada. Simpson salió en libertad a partir del 1 de octubre de 2017 del correccional Lovelock, en Nevada.

### Otros juicios relacionados
- Gerald Chamales y su mujer, Kathleen, compraron una casa vecina a la de Simpson diez días antes de los asesinatos. Durante los cuatro años siguientes, ellos y el resto de vecinos sufrieron la «invasión» de la prensa, turistas y curiosos. Tras esto, empezaron una batalla legal con la IRS (agencia estadounidense que cobra los impuestos), que terminó con la decisión según la cual no podían aplicar la pérdida del valor de su casa como una deducción en su IRPF, porque fue algo temporal.

- El invitado de Simpson en la noche de los asesinatos, Brian «Kato» Kaelin, demandó a Globe Communications por 15 millones de dólares después de que el grupo insinuara en uno de sus tabloides que Kaelin era el verdadero asesino. La corte del distrito dio la razón al demandado en un primer momento, pero tras una apelación de Kaelin, logró una compensación sin determinar por difamación.

- Un abogado de la propiedad intelectual de Nuevo Hampshire, William B. Ritchie, puso en duda la validez de las marcas registradas de Simpson, alegando que estaban unidas a un nombre que se había convertido en inmoral o escandaloso a causa de lo sucedido entre 1994 y 1997, y que por tanto no podían estar protegidas como marca comercial. Simpson abandonó desde entonces sus marcas registradas.

- El 14 de septiembre de 2007, fue arrestado en relación con un robo ocurrido en el Palace Station Casino en Las Vegas. Admitió haber tomado algunos objetos como recuerdo, argumentando que le habían sido robados anteriormente, pero negó haber forzado una habitación y portar armas. Un juicio iniciado el 8 de noviembre de 2007 en su contra determinó su culpabilidad en 12 distintos cargos, entre ellos intento de secuestro con el agravante de asalto a mano armada.

- El 4 de octubre de 2008, Simpson es declarado culpable de robo y secuestro en un hotel de Las Vegas. Tras más de doce horas de deliberación, el jurado comunicó que había llegado al citado veredicto, que podría suponer la cadena perpetua para ambos. El 6 de diciembre de 2008, es sentenciado a un mínimo de 9 años en prisión y a un máximo de 33 años por robo y secuestro. En octubre de 2017, a los 70 años de edad, obtiene la libertad condicional.[25]

## Filmografía
- The Towering Inferno (1974)
- El puente de Casandra (1976)
- Raíces (1977, miniserie)
- A Killing Affair (1977)
- Capricornio Uno (1978)
- Desviación al terror (1980)
- The Naked Gun: From the Files of Police Squad! (1988)
- The Naked Gun 2½: The Smell of Fear (1991)
- The Naked Gun 33 1/3: The Final Insult (1994)

## En la cultura popular
- En el videojuego Grand Theft Auto: Vice City, el personaje B. J. Smith es una parodia de Simpson.
- Fue parodiado en un sketch del programa Saturday Night Live. Aparece como comentarista de la NFL para la cadena NBC. Al usar un telestrator (aparato que permite dibujar sobre la imagen en movimiento) para analizar una jugada, escribe «I Did It» (Yo lo hice). En el primer programa tras el juicio, el presentador abrió con las palabras «Bueno, es oficial: el asesinato es legal en el estado de California».
- A lo largo del videojuego Duke Nukem 3D se incluye una persecución televisada del Bronco blanco de Simpson, junto con carteles en los que se lee «¿inocente?» y «¡culpable!».
- En un episodio de Los Simpson, Homer es acusado de asesinato. En un titular de periódico se puede leer «El juicio sobre Ho. J. Simpson comienza hoy», refiriéndose a O. J.
- Se han comercializado pines con el mensaje «Drink Apple Juice because O. J. Will Kill You» (bebe jugo de manzana, porque O. J. te matará). O. J., además de ser las iniciales reales de Simpson, son el acrónimo de su mote, Orange Juice (jugo de naranja).
- En la serie South Park (el episodio «Butters' Very Own Episode») se representa una parodia de O. J. Simpson y varios personajes conocidos en EE. UU. como sospechosos de asesinar a sus familiares.
- En el episodio «Chef Aid» de la serie South Park cuando Chef hace una demanda contra una disquera por usar una canción suya la disquera contrata a Johnnie Cochran (abogado de O. J. Simpson) y hacen parodia del juicio de este mismo y en el episodio The Jeffersons cuando en el episodio hacer burla de los juicios a los ricos afroamericanos hechos presuntamente por envidia racial en los que se citan los casos de O. J., Kobe Bryant y Michael Jackson (protagonista del episodio).
- En la serie Padre de familia se representa una parodia en la que Peter efectúa el asesinato justo antes de que O. J. llegue y encuentre los cadáveres. En otro episodio aparece Brian compartiendo un apartamento con una persona negra en el cual estaban mirando el juicio de O. J. Simpson; cuando es declarado inocente Brian grita: «¡¿Qué?!» mientras que el compañero de piso grita: «¡Sí!», cuando ambos se dan cuenta de lo que dijo cada uno; sacan sus pistolas y se apuntan los dos; Brian finalmente dice que deben cambiar de apartamento.
- En otro capítulo Stewie está en un bar con O. J. hablando con él y recomendándole la idea de darle una lección a su exmujer y a su amante.
- En otro capítulo Peter ayuda a O. J. a vivir la vida como una persona normal lejos de las acusaciones de asesinatos, cosa que Brian y la gente de Quahog cree que es un peligro para la ciudad. Al final termina apuñalando a tres ciudadanos y sale corriendo perseguido por la gente de Quahog.
- Fue parodiado en un sketch del programa Mad TV, en el que se le realiza una entrevista acerca del libro que hizo sobre cómo hubiera asesinado a su exesposa y a su amigo. Mostrando como aprovechaba de la fama que se había ganado.
- En la película Brüno, de Sacha Baron Cohen, le preguntan por el nombre de un niño moreno que tiene y este contesta que es un nombre popular africano, O. J., a lo que el público queda escandalizado.
- En la película My Boss's Daughter, el búho que pertenece al padre de la chica se llama O. J. Cuando el protagonista pregunta si la razón de ese nombre es por el asesino O. J. Simpson, el dueño del búho responde que no, que se debe al jugador de fútbol americano O. J. Simpson (refiriéndose ambos a la misma persona). Por último, cuando el búho se escapa, el protagonista sale a la calle y grita que O. J. anda suelto, con lo que la gente huye despavorida.
- La banda mexicana de grindcore Brujería lo menciona en su canción: Pito Wilson; y también es nombrado en otra canción de Brujería en el estribillo de «Matando Güeros»: ... «Estilo mayate O. J. Simpson»...
- Ricardo Arjona hace mención de su liberación en la canción «El noticiero» del disco Si el norte fuera el sur.
- Fue parodiado en el vídeo Gymkhana 7, en una persecución sobre una autopista de Los Ángeles.
- La serie American Crime Story (creada por Ryan Murphy), estrenada en el año 2016, trata en su primera temporada sobre el caso O. J. Simpson, quien es interpretado por Cuba Gooding Jr. También forman parte del elenco principal Sarah Paulson, John Travolta y David Schwimmer.[26]
- Su recordada persecución fue parodiada en el videoclip Energy del rapero canadiense Drake, donde hace parodias de varios famosos.
- Es mencionado en la serie Rick y Morty, en el episodio «Close Rick-Counters of the Rick kind». Rick Sanchez lo menciona por teléfono a un Rick de otra dimensión tras ser perseguido por crímenes que no cometió. —Hey, ¿Qué es lo que O. J. y yo no tenemos en común? —¿Huh? ¿Quién habla? —¡Encontré al verdadero asesino, perra! Ven para acá.
- Es mencionado en la serie Supernatural, en el episodio «Simon Said». Sam le comenta a Dean: «¿Tenías a O. J. condenado antes de que saliera de la Bronco blanca y tienes dudas sobre esto?» Dean responde: «[...] Y O. J. era culpable».
- En la serie de animación BoJack Horseman, O. J. Simpson es mencionado en la telecomedia protagonizada por BoJack en los noventa, Horsing Around. La interpretación de su ADN como posible identificador no solo de O. J. sino también de un «hermano» teórico en el juicio por el asesinato de Nicole Brown y Ronald Goldman hace que BoJack se dé cuenta de que Hollyhock, a quien cree su hija, es realmente su hermana.
- En la canción del rapero estadounidense Jay Z «The Story Of O. J.», perteneciente al álbum 4:44.
- En el documental El Estado contra Pablo Ibar, se hace referencia a la amistad entre Casemir Sucharski y O. J. Simpson.